# Psar
Psar – wieś położona w południowo-wschodniej części Albanii w gminie Qendër Ersekë. Wieś znajduje się 131 kilometrów od stolicy państwa, Tirany.